# Эйтинген, Григорий Романович
Григорий Романович Эйтинген (1889—1959) — советский учёный-лесовод и дендролог, доктор сельскохозяйственных наук, профессор.

## Биография
Родился 12 января 1889 года в Витебске в семье врача. В пять лет потерял мать, в шестнадцать лет — отца, оставшись сиротой.
В 1909 году окончил в Москве реальное училище, в 1916 году — Петровскую сельскохозяйственную академию (позже носила имя — Московский сельскохозяйственный институт и Тимирязевская сельскохозяйственная академия) и был оставлен при кафедре лесоводства в должности ассистента. С этой кафедрой Григорий Эйтинген был связан почти всю свою жизнь. Одновременно окончил лесной факультет Новоалександрийского института сельского и лесного хозяйства, получив звание ученого лесовода 1-го разряда. В 1918—1923 годах он преподавал дендрологию на Голицинских высших женских сельскохозяйственных курсах. В 1921 году был избран профессором Московского лесотехнического института, в 1923 году получил звание профессора Московского сельскохозяйственного института.
В 1924—1929 годах Эйтинген был консультантом по лесному делу Народного комиссариата рабоче-крестьянской инспекции РСФСР. В 1920-х годах был командирован за границу — в Германию, Швецию, Данию и Австрию — для ознакомления с состоянием лесного хозяйства и образования по лесоводству в Европе. В 1926 году, после смерти профессора Н. С. Нестерова, Г. Р. Эйтинген был избран на должность заведующего кафедрой лесоводства Московского сельскохозяйственного института.
В 1936 году профессору Эйтингену без защиты диссертации присуждена ученая степень доктора сельскохозяйственных наук, в этом же году он был избран членом Международного Союза лесных опытных станций в Стокгольме (проверить, т.к. съезд в Стокгольме был в 1929 году). Принимал участие в составлении плана по восстановлению разрушенного войной лесного хозяйства в Белоруссии. В 1945—1947 годах он читал лекции по лесоводству и защитному лесоразведению на биолого-почвенном факультете Московского университета. В последние три года своей жизни (1957—1959) Эйтинген возглавлял кафедру лесоводства в Московском лесотехническом институте.
Жил в Москве в Ружейном переулке, 4. Умер в 1959 году в Москве. Похоронен на Головинском кладбище.

## Награды
- Награждён орденами Ленина и «Знак почета», а также медалями.

## Научные труды
- Эйтинген Г. Р. Очередные нужды лесного хозяйства (по материалам обследования НКРКИ РСФСР). — М.: Изд. НКРКИ СССР, 1925. — 102 с.
- Эйтинген Г. Р. Построение аппарата лесничеств. — М.: Новая деревня, 1928. — 16 с.
- Эйтинген Г. Р. Лесоводство. — М.: ОГИЗ-Сельхозгиз, 1935. — 248 с. — (Учебники и учебные пособия для сельскохозяйственных вузов). — 3000 экз.
- Эйтинген Г. Р. Лесоводство. — М.: Сельхозгиз, 1936. — 328 с.
- Эйтинген Г. Р. Что такое рубки ухода за лесом и как их проводить. — Л., 1939. — 25 с.
- Эйтинген Г. Р. Гидрологическое значение леса. Вып. 1. — М., 1941. — 11 с.
- Эйтинген Г. Р. Лесоводство : Учебник для сельскохозяйственных вузов. — 3-е изд. — М.: Сельхозгиз, 1944. — 280 с. — (Учебники и учебные пособия для сельскохозяйственных вузов). — 5000 экз.
- Эйтинген Г. Р. Лесная опытная дача. 1865—1945 / Московская ордена Ленина сельскохозяйственная академия им. К. А. Тимирязева. — 3-е изд. — М.: Гос. лесотехническое изд-во, 1947. — 177 с.
- Эйтинген Г. Р. Лесоводство : Учебник для агрономических институтов и факультетов. — 4-е изд., перераб. и доп. — М.: Сельхозгиз, 1949. — 368 с. — (Учебники и учебные пособия для высших сельскохозяйственных учебных заведений). — 20 000 экз.
- Эйтинген Г. Р. Защитные лесные насаждения / Научн. ред. И. В. Якушкин. — М.: Молодая гвардия, 1950. — 88 с.
- Эйтинген Г. Р. Лес в степи / Ред. Е. Гутман; Худож. А. П. Радищев. — М.: Сельхозгиз, 1950. — 136 с. — 10 000 экз.
- Эйтинген Г. Р. Лесоводство : учеб. для агр. фак. с.-х. ин-тов. — 5-е изд., перераб. и доп. — М.: Сельхозгиз, 1953. — 424 с. — (Учебники и учебные пособия для высших сельскохозяйственных учебных заведений).
- Эйтинген Г. Р. Лес в степи / Ред. Е. Г. Корейшо. — 2-е изд., доп. — М.: Сельхозгиз, 1954. — 192 с.
- Эйтинген Г. Р. Лесоводство : для агр. фак.. — 6-е изд., доп. и перераб. — М.: Сельхозгиз, 1959. — 416 с. — (Учебники и учебные пособия для высших сельскохозяйственных учебных заведений). — 10 000 экз.
- Эйтинген Г. Р. Избранные труды [Текст]. - Москва : Сельхозиздат, 1962. - 500 с., 1 л. портр. : ил..